# Філ Бурк
Філліп Річард Бурк (англ. Phillipe Richard Bourque; 8 червня 1962, м. Челмсфорд, США) — американський хокеїст, лівий нападник.
Виступав за «Кінгстон Канадієнс» (ОХЛ), «Балтимор Скіпджекс» (АХЛ), «Піттсбург Пінгвінс», «Маскегон Ламберджекс» (ІХЛ), «Нью-Йорк Рейнджерс», «Оттава Сенаторс», «Детройт Вайперс» (ІХЛ), «Чикаго Вулвз» (ІХЛ), «Старбуллс» (Розенгайм), «Крокодайлс» (Гамбург).
В чемпіонатах НХЛ — 477 матчів (88+111), у турнірах Кубка Стенлі — 56 матчів (13+12).
У складі національної збірної США учасник чемпіонату світу 1994 (19 матчів, 0+1).
Досягнення
- Володар Кубка Стенлі (1991, 1992).